# Rybářský prsten

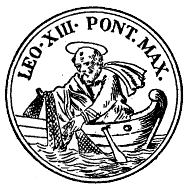
Rybářský prsten papeže Lva XIII.

Rybářský prsten (latinsky Anulus piscatoris)  je sekretní prstenová pečeť konkrétním papežem k pečetění méně významných dokumentů a tajné korespondence voskem červené barvy. Její používání je známo od 12. století do 19. století. Od 15. století se rybářský prsten používal i k pečetěni papežských breve.

## Motiv
V pečetním poli původně byla vyobrazena scéna zázračného rybolovu sv. Petra přičiněním Kristova zázraku. V legendě této pečeti je uveden titul papeže, jeho jméno a pořadové číslo pontifikátu. V nové ikonografické situaci druhé poloviny 20. století byly ponechány jen ryby jako symbol výše zmíněného rybolovu jasně srozumitelné pro celou katolickou obec.

## Užití a znehodnocení
Po smrti papeže měl být prsten vždy zničen, aby nedocházelo s jeho pomocí k falšování písemností. Zničení prstenu se provádělo variantně trojím způsobem: přelomením, vyrytím příčné stopy přes pečetní obraz nebo celkovým znehodnocením (sešmelcováním).
Prsteny s tímto znehodnocením/poškozením mohly být pohřbeny s papežem. Přesto nebyly většinou nalezeny, snad proto, že se brzy staly kořistí lupičů-vykrádačů hrobů.  V roce 1878 úřední užívání této pečeti skončilo a nahradilo ji razítko. Přesto se papežský prsten dosud zhotovuje jako reprezentační insignie každého papeže.